# Beaurain
Beaurain ist eine französische Gemeinde Département Nord in Region Hauts-de-France. Sie gehört zum Arrondissement Cambrai und zum Kanton Caudry. Die Bewohner nennen sich Beaurinois oder Beaurinoises.

## Geografie
Die Gemeinde Beaurain liegt 18 Kilometer südlich von Valenciennes und 23 Kilometer östlich von Cambrai. Nachbargemeinden sind Romeries im Norden, Vendegies-au-Bois im Osten und Solesmes im Südwesten.

## Bevölkerungsentwicklung
| Jahr                       | 1962 | 1968 | 1975 | 1982 | 1990 | 1999 | 2006 | 2013 | 2020 |
| Einwohner                  | 178  | 161  | 155  | 163  | 172  | 171  | 221  | 217  | 232  |
| Quellen: Cassini und INSEE |      |      |      |      |      |      |      |      |      |

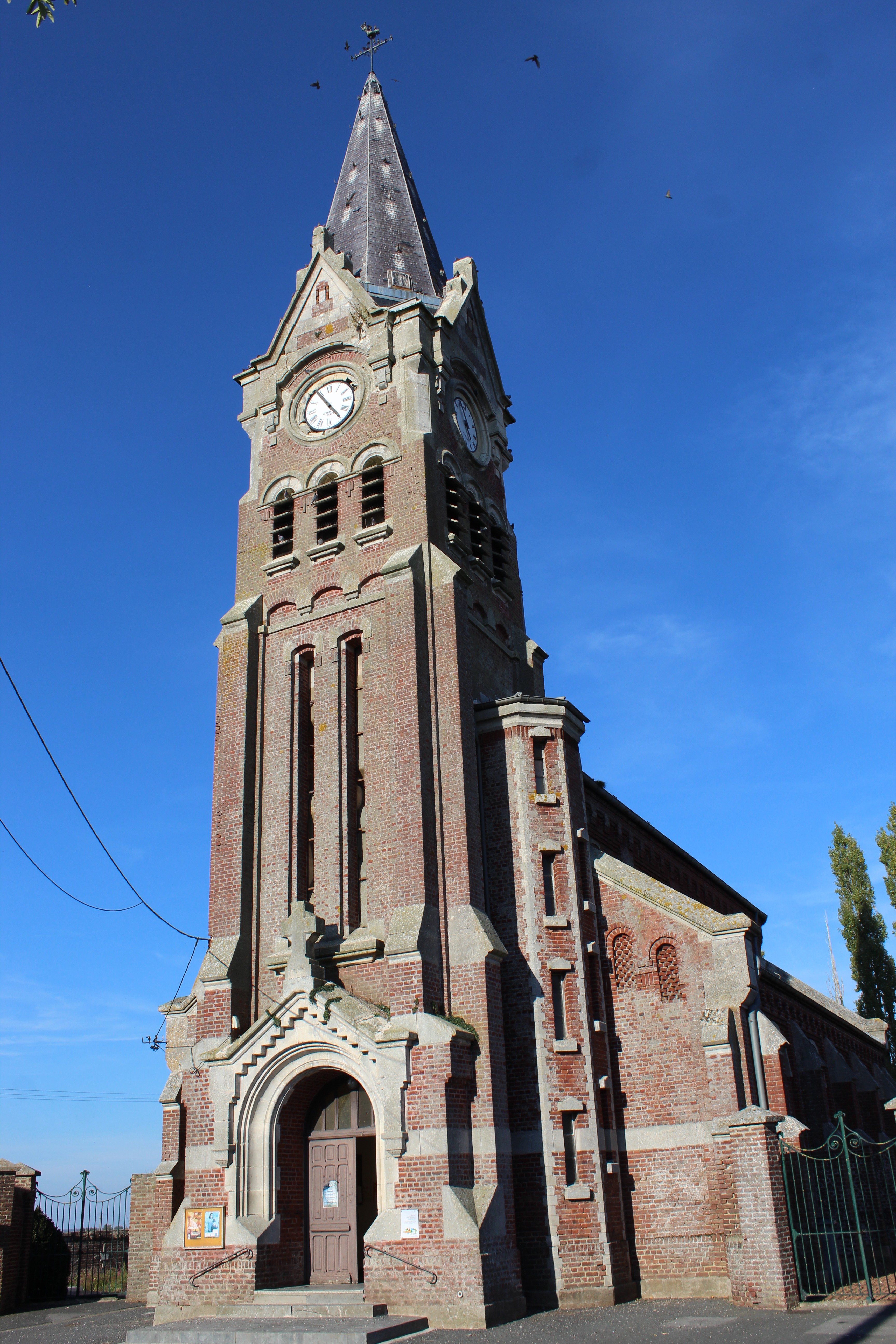
Kirche Sainte-Marie-Madeleine
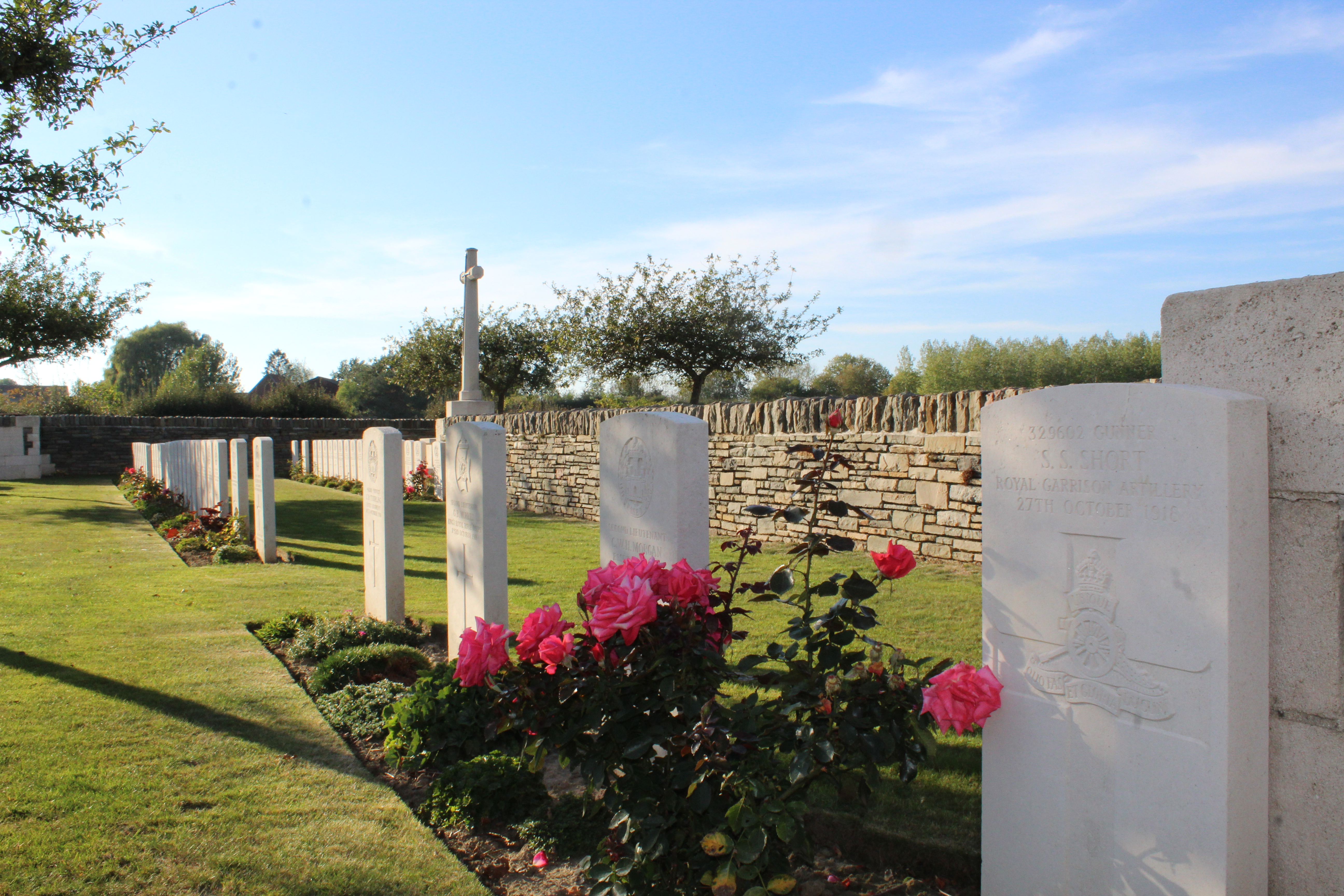
Britischer Soldatenfriedhof